# Analista programador
O analista programador é um profissional de TI especialista em tecnologias, constantemente atualizado, que participa da fase de desenvolvimento de requisitos e da programação de computadores, incluindo desenvolvimento, testes e implementação. 
O Diretor da Arth Informática, Antonio B Duarte Jr, em seu artigo 'As profissões de informática em constante desenvolvimento' no Jornal Informativo UNETTI, a esse respeito disse: "Esse profissional também conhece tecnicamente todas as fases da atividade, orientando na solução de problemas mais complexos, já que esse profissional vem a substituir o trabalho realizado antes por dois profissionais distintos em conjunto: O Analista de Sistemas e o Programador."

## Atribuições
1. Elaborar, coordenar, orientar atividades de desenvolvimento e manutenção de programas;
2. Codificar e realizar testes;
3. Preparar documentação e produzir de manuais de operação;
4. Participar da implementação e da manutenção de novos sistemas;
5. Ajustar sistemas existentes para acompanhar as mudanças nas necessidades das empresas e dos usuários;
6. Realiza treinamentos de usuários.

## Especializações
As especializações e os nomes dos cargos dos Analistas Programadores são atribuídos em função da linguagem de programação utilizada.
Os cargos atuais são:
1. Analista programador  mainframe
2. Analista programador .NET
3. Analista programador ABAP
4. Analista programador ASP
5. Analista programador C++
6. Analista programador Delphi
7. Analista programador Java
8. Analista programador PHP
9. Analista programador progress
10. Analista programador Visual Basic
11. Analista programador Python

## Formação
O curso pode incluir mais de uma qualificação (generalista) ou ao contrário, optar por aprofundar os conhecimentos do especialista em uma única linguagem de programação.
A especialização em Analista Programador pode ser obtida em um Curso livre, no Ensino técnico ou no Ensino superior. A carga horária mínima do curso gira em torno de 700 horas.
O conteúdo fundamental do curso contém: Análise de sistemas, Algoritmo, Sistemas Operacionais, Linguagens de Programação, Ambientes de programação, e Banco de dados.